# Anna Brzezińska (pisarka)

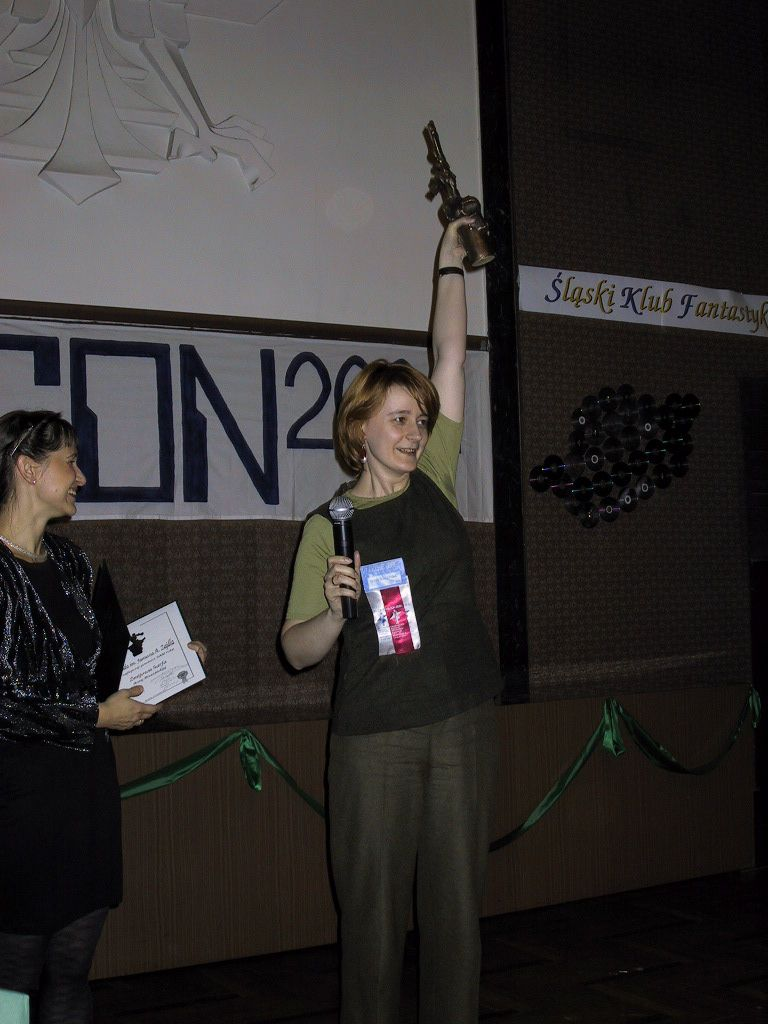
Anna Brzezińska z Nagrodą Zajdla na konwencie Polcon 2001

Anna Dorota Brzezińska (ur. 8 czerwca 1971 w Opolu) – polska pisarka publikująca fantasy oraz prozę historyczną; wydawca.

## Życiorys
Absolwentka Instytutu Historii KUL oraz absolwentka i doktorantka mediewistyki Central European University w Budapeszcie. Była współwłaścicielką Agencji Wydawniczej Runa. Trzykrotna laureatka Nagrody im. Janusza A. Zajdla. Jest drugą, po Jacku Dukaju, najczęściej nominowaną do tej nagrody osobą.
W Internecie używa pseudonimu Sigrid. Wyszła za mąż za Grzegorza Wiśniewskiego. Mieszka w Warszawie.

## Twórczość
Debiutowała w roku 1998 opowiadaniem A kochał ją, że strach, opublikowanym w „Magii i Mieczu”, za które otrzymała Nagrodę im. Janusza A. Zajdla. Nagrodę tę otrzymała również za powieść Żmijowa harfa i za opowiadanie Wody głębokie jak niebo. Znana głównie jako autorka cyklu powieści o zbóju Twardokęsku oraz opowiadań o Babuni Jagódce (wydanych w zbiorze Opowieści z Wilżyńskiej Doliny). W kwietniu 2005 ukazał się zbiór opowiadań Wody głębokie jak niebo, zawierający siedem utworów, których akcja rozgrywa się w krainie wzorowanej na renesansowej Italii.

### Publikacje

#### Saga o zbóju Twardokęsku
- Zbójecki gościniec – wyd. SuperNOWA (1999)[2]
- Plewy na wietrze – wyd. Runa (poprawiona i rozszerzona wersja Zbójeckiego gościńca, 2006)[2]
- Żmijowa harfa – wyd. SuperNOWA (2000), wyd. RUNA (wersja poprawiona, 2007)
- Letni deszcz. Kielich – wyd. Runa (2004)
- Letni deszcz. Sztylet – wyd. Runa (2009)[2]

#### Wielka Wojna
- Za króla, ojczyznę i garść złota – powieść napisana wspólnie z Grzegorzem Wiśniewskim – wyd. Runa (2007)
- Na ziemi niczyjej – zbiór mikropowieści, napisany wspólnie z Grzegorzem Wiśniewskim – wyd. Runa (2008)
  - Chwała ogrodów (Anna Brzezińska, Grzegorz Wiśniewski)
  - Śpiew nad otchłanią (Grzegorz Wiśniewski)
  - Ziemia niczyja (Anna Brzezińska)[2]

#### Zbiory opowiadań
- Wody głębokie jak niebo – wyd. Runa (2005), Wydawnictwo Literackie (2017)
  - Życzenie („Nowa Fantastyka” 12/2002)[3]
  - Róże dla Sirocco („Super Fantastyka Powieść” 1/2003)[3]
  - Zaćmienie serca („Portal” 17/2003; „Science Fiction” 3/2004)[3]
  - Jej cień
  - Filary nieba
  - Śmierć czarnoksiężnika[3]
  - Wody głębokie jak niebo („Nowa Fantastyka” 11/2004)

##### Wilżyńska Dolina
- Opowieści z Wilżyńskiej Doliny – wyd. Runa (2002, 2009, 2011), Wydawnictwo Literackie (2016)
  - A kochał ją, że strach („Magia i Miecz” 10/1998)
  - Zaklęta księżniczka. („Fenix” 5/1999)
  - Rzyć niewieścia wieloraka jest. („Magia i Miecz” 7/8, 1999)
  - Kot wiedźmy. („Nieoficjalny Obiekt Literacki”, 2001, Fahrenheit nr 22, 2002)[3]
  - Córki grabarza.
  - Ballada.
  - Grasanci z Kamiennego Lasu.
  - Grzybobranie.
  - Szczur i panna.
- Wiedźma z Wilżyńskiej Doliny – wyd. Runa (2010)[4], Wydawnictwo Literackie (2016)
  - Po prostu jeszcze jedno polowanie na smoka.
  - Babie lato.
  - Powrót władyki.
  - Powrót kmiecia. (Nowa Fantastyka, 10/2010)
  - Rusałka.
  - Zagubione dzieci.
  - Wiosna władyki.

#### Opowiadania, które nie znalazły się w zbiorach autorskich
- Zbójnickie szczęście (Newsweek 51/52, 2003)
- Marzenie Dracza (Fantasy 2, 2004)
- Prawdziwy książę (Wysokie Obcasy, 27 maja 2006)
- Ulica (antologia Księga Strachu tom II, 2007)[3]
- Król na tronie, smok nad światem (Nowa Fantastyka 11/2008)
- Jeden dzień (antologia Księga wojny, 2011)[5]
- Żar (Fantastyka – wydanie specjalne 4/2011)
- Płomień w kamieniu (Wilżyńska Dolina, tekst opublikowany w sieci na licencji CC BY-NC 3.0, 2011)[6]

#### Inne
- Woda na sicie. Apokryf czarownicy, Wydawnictwo Literackie (2018, powieść historyczna)
- Córki Wawelu, Wydawnictwo Literackie (2017, powieść historyczna)
- Zmierzch świata rycerzy, Wydawnictwo Literackie (2023, eseje historyczne)
- Mgła, Wydawnictwo Literackie, 2024

#### W przygotowaniu
- Za rzeką, w głębi lasu – fragment Głód drukowany w NF 6/2012[7]

## Nagrody i wyróżnienia
- 1999 – Nagroda im. Janusza A. Zajdla za opowiadanie A kochał ją, że strach (1998)
- 2001 – Nagroda im. Janusza A. Zajdla za powieść Żmijowa harfa (2000)
- 2005 – Nagroda im. Janusza A. Zajdla za opowiadanie Wody głębokie jak niebo (2004)
- W 2010 roku zamykająca sagę o Twardokęsku powieść Letni deszcz. Sztylet została nominowana do Nagrody Literackiej im. Jerzego Żuławskiego[8].